# 323P/SOHO
323P/SOHO est une comète périodique du système solaire, découverte le 12 décembre 1999 par l'observatoire spatial SOHO. Sa période est de 4,15 années. Novembre 2016 sera son cinquième passage observé autour du soleil.